# Alfonso Pérez Noya
Alfonso Pérez Noya (falecido em 1366) foi um prelado católico romano que serviu como bispo de Ourense (1361–1366).

## Biografia
No dia 23 de agosto de 1361, Alfonso Pérez Noya foi nomeado durante o papado de Inocêncio VI como Bispo de Ourense. Em fevereiro de 1362, foi consagrado bispo por Blas Fernández de Toledo, arcebispo de Toledo. Serviu como Bispo de Ourense até à sua morte em 1366.